# Linck-Nunatakker
Die Linck-Nunatakker sind eine Gruppe aus vier kleinen und vereisten Nunatakkern im westantarktischen Ellsworthland. Sie ragen am südöstlichen Ende des Whitmoregebirges auf. Drei der Nunatakker stehen nahe beieinander während der vierte in einer Entfernung von 4 km etwas abseits liegt.
Der US-amerikanischen Kartograf William Hanell Chapman (1927–2007) kartierte diese Gebirgsgruppe am 2. Januar 1959 im Zuge einer Erkundungsreise des United States Geological Survey (USGS) zu den Horlick Mountains zwischen 1958 und 1959. Er benannte sie nach M. Kerwin Linck (1908–1998), Leiter der Abteilung für besondere Landkarten beim USGS.